# Pacific Music Festival
Il Pacific Music Festival (パシフィック・ミュージック・フェスティバル) è un festival internazionale di musica classica che si tiene ogni anno a Sapporo, in Giappone. Fu fondato nel 1990 da Leonard Bernstein, insieme alla London Symphony Orchestra, con il piano originale di tenere il festival a Pechino. I direttori artistici originali erano Leonard Bernstein e Michael Tilson Thomas.

## Storia

### 2018 / 29°
7 luglio (Sab) - 1 agosto (Mer) per 26 giorni

### 2017 / 28°
8 luglio - 1º agosto

## Artisti[3]

### Direttori d'orchestra

#### Direttori artistici
- Leonard Bernstein (1990)
- Michael Tilson Thomas (1990-2000)
- Christoph Eschenbach (1991, 93-98)
- Charles Dutoit (2000–02)
- Fabio Luisi (2010–12)[4][5][6]
- Valery Gergiev (2015-)[7]

#### Direttori Primari
- Bernard Haitink (2003)
- Valery Gergiev (2004, 06)
- Nello Santi (2005)
- Riccardo Muti (2007)
- Fabio Luisi (2008)
- Jun Märkl (2013, 15, 17)[8][9]
- John Axelrod (2016, 18)[10][11]

#### Direttori ospiti
- Edo de Waart (2003)
- Fabio Luisi (2004)
- Jun Märkl (2005, 08)
- Yakov Kreizberg (2006)
- Philippe Jordan (2007)
- Andrey Boreyko (2007)
- Tadaaki Otaka (2008)
- Xian Zhang (2009)
- Krzysztof Urbański (2011)[5]
- Eivind Gullberg Jensen (2012)[6]
- Alexander Vedernikov (2013)[8]
- Andris Poga (2015)[7]
- Edwin Outwater (2018)[11]

## Facoltà

### Orchestra (stagione 2019)[12]

#### Violino
- Rainer Küchl / ex primo violino dei Wiener Philharmoniker
- Daniel Froschauer / Wiener Philharmoniker
- David Chan / Metropolitan Opera Orchestra
- Stephen Rose / Orchestra di Cleveland

#### Viola
- Heinrich Koll / ex principale dei Wiener Philharmoniker
- Daniel Foster / National Symphony Orchestra

#### Violoncello
- Stefan Gartmayer / Wiener Philharmoniker
- Rafael Figueroa / Metropolitan Opera Orchestra

#### Contrabbasso
- Michael Bladerer / Wiener Philharmoniker
- Alexander Hanna / Chicago Symphony Orchestra

#### Flauto
- Andreas Blau / ex principale dei Berliner Philharmoniker
- Stefán Ragnar Höskuldsson / Chicago Symphony Orchestra

#### Oboe
- Andreas Wittmann / Berliner Philharmoniker
- Eugene Izotov / San Francisco Symphony

#### Clarinetto
- Alexander Bader / Berliner Philharmoniker
- Stephen Williamson / Chicago Symphony Orchestra

#### Fagotto
- Stefan Schweigert / Berliner Philharmoniker
- Daniel Matsukawa / Philadelphia Orchestra

#### Corno
- Sarah Willis / Berliner Philharmoniker
- William Caballero / Pittsburgh Symphony Orchestra

#### Tromba
- Tamás Velenczei / Berliner Philharmoniker
- Mark J. Inouye / San Francisco Symphony

#### Trombone
- Jesper Busk Sørensen / Berliner Philharmoniker
- Denson Paul Pollard / Metropolitan Opera Orchestra

#### Percussioni
- Cynthia Yeh / Chicago Symphony Orchestra

#### Timpani
- David Herbert / Chicago Symphony Orchestra

#### Arpa
- Ladislav Papp / Wiener Staatsoper
- Mariko Anraku / Metropolitan Opera Orchestra

### Academia vocale (stagione 2019)[12]
- Gabriella Tucci

### Accademia di direzione orchestrale
- Leonard Bernstein (1990)[3]
- Fabio Luisi (2010–12)[4][5][6]
- Andris Poga (2015)[7]
- John Axelrod (2016)[10]
- Jun Märkl (2017)[9]